# Brunet Zamora
Brunet Fernández Zamora (L'Avana, 25 ottobre 1974) è un pugile cubano naturalizzato italiano.

## Biografia
Sposato con un'italiana, ha preso la cittadinanza italiana e risiede a Trieste. Combatte nella categoria super leggeri (– 63.504 kg/140 libbre).
Nel 1999 è stato campione nazionale nei pesi leggeri, con i colori dell'Associazione pugilistica Udinese. Ha vinto la medaglia di bronzo ai Campionati europei di pugilato dilettanti del 2002.
Nel 2000 alle Olimpiadi di Sydney avrebbe dovuto partecipare come peso leggero, ma fu trovato positivo ai controlli antidoping causa l'assunzione di un diuretico presente nella lista dei prodotti proibiti.
Nel 2005 passa al professionismo esordendo contro Nemecek Pavel e vincendo per KO. Successivamente vince l'incontro contro Claudiu Pop.
Nel 2007 vince il titolo italiano dei sper leggeri contro il pugile emiliano Aldredo di Feto e riconferma il titolo contro lo sfidante udinese Emanuele de Prophetis.
Nel 2008 vince il titolo intercontinentale WBA dei super leggeri contro Andrey Sark e difende con successo il titolo intercontinentale WBA dei super leggeri contro Sidney Siqueira, sconfiggendolo per KO alla 5ª ripresa.
Nel 2009 difende con successo il titolo intercontinentale WBA dei super leggeri contro Peter Semo, sconfiggendolo per KOT alla 10ª ripresa e successivamente contro Cristophe De Busillet.
Nel 2010 difende vittoriosamente il titolo intercontinentale WBA dei super leggeri contro Eduardo Daniel Roman, sconfiggendolo per KOT dopo 100 secondi.
Il 29 ottobre 2010 a San Pietroburgo difende il titolo contro Denis Shafikov. L'incontro terminerà con un pareggio, il primo nella carriera di Zamora.
Difenderà con successo il titolo fino al 10 luglio 2011, quando lo abbandonerà per tentare l'assalto all'interim WBA superleggeri contro Alberto Mosquera. L'incontro, svoltosi il 22 ottobre 2011 nella splendida Arena di Panama City, terminerà con un pareggio, lasciando il titolo nelle mani del panamense.
Il 31 maggio 2012 tenta l'attacco al titolo EBU dei superleggeri, affrontando nuovamente Denis Shafikov e subendo la prima sconfitta in carriera.
Il 15 febbraio 2013 scende di categoria e vince il titolo dell'Unione Europea dei pesi leggeri, sconfiggendo Krzysztof Szot. Titolo confermato il 28 luglio contro Massimiliano Bellisai.
Il 25 aprile 2014 viene sconfitto dall'Ungherese Gyorgy Mizsei jr, perdendo il titolo.
Il 13 dicembre 2014 tenta la conquista del titolo intercontinentale IBF perdendo tuttavia ai punti contro Samuele Esposito. Il 9 maggio dell'anno seguente sale di categoria e tenta l'assalto al titolo europeo WBO dei pesi welter detenuto dall'inglese Bradley Skeete venendo sconfitto però per KOT al round 6 abbandonando definitivamente l'attività professionistica.

## Filmografia
- Fuori dalle corde, Fulvio Bernasconi, Ventura film, Film in concorso al Festival di Locarno 2007.[2]